# Parafia św. Jana Chrzciciela i św. Jana Ewangelisty w Świerczynkach
Parafia św. Jana Chrzciciela i św. Jana Ewangelisty w Świerczynkach – parafia rzymskokatolicka w diecezji toruńskiej, w dekanacie Bierzgłowo, z siedzibą w Świerczynkach.

## Historia parafii
Parafia należy do najstarszych w diecezji toruńskiej. Została utworzona na przełomie XIII i XIV w. Opiekę nad parafią w latach 1415–1834 sprawowały benedyktynki z Torunia. Według dokumentów wizytacyjnych z 1706 r. przy parafii istniały bractwo św. Izydora, szpital dla ubogich jak i szkoła katolicka.
Parafia posiada dwie kaplice filialne. Pierwszą z nich jest kaplica pw. Chrystusa Króla i św. Jana Pawła II w Lulkowie, drugą jest kaplica pw. Matki Bożej Nieustającej Pomocy w Kowrozie. 
Wokół kościoła parafialnego znajduje się cmentarz i dom pogrzebowy. 

## Proboszczowie
- ks. Edwin Biernat (1973–1979)
- ks. Józef Janiszewski (1980–1985)[3]
- ks. Zenon Patelski (1992–2004)
- ks. Adam Krzysztof Ceynowa (2004–2015)
- ks. Piotr Stefański (od 2015)

## Obszar parafii
Obecnie na terenie parafii zamieszkuje ok. 2200 osób. Na obszarze parafii leżą miejscowości: Świerczynki, Cegielnik, Chorab - osada, Kowróz, Kowrózek, Leszcz, Lulkowo, Olek -osada, Pigża, Piwnice, Różankowo, Świerczyny, Świerczyńskie Łąki.